# Adolfo Baci
Adolfo Baci (* 23. November 1834 in Florenz; † 21. April 1918 in Tiflis) war ein italienischer Komponist.
Baci absolvierte seine musikalische Ausbildung in Florenz, wo 1884 am Teatro della Pergola auch seine erste Oper Rosilda di Saluzzo uraufgeführt wurde. 1889 folgte die Uraufführung der Oper Bianci di Nevers (nach einem Libretto von Enrico Golisciani) am Teatro Sociale in Rovigo. Sie fand Beifall sowohl beim Publikum als auch bei der Musikkritik, die insbesondere die Melodik und Akkuratesse der Instrumentation lobte. Seine dritte Oper La sirena wurde 1903 am Teatro Rossini in Venedig aufgeführt. 
Außerdem komponierte Baci auch kirchenmusikalische Werke (Corali in stile osservato ; Dodici Cori per Pasqua; Otto Cori per le premiazioni scolastiche) und Instrumentalmusik (u. a. eine Melodia für Cello und Klavier) und verfasste musiktheoretische Aufsätze und Schriften, darunter die Monographie La musica sacra nei culti evangelici (Rom, 1912).